# Runnymede
Runnymede – łąka nad Tamizą, usytuowana w hrabstwie Surrey (położona w odległości ok. 6 km od Windsoru, 32 km od Londynu). Miejsce, w którym w 1215 r. podpisano Magna Charta Libertatum – Wielką Kartę Swobód. Znajduje się tam wiele pomników upamiętniających wydarzenia i postaci historyczne (m.in. pomnik upamiętniający podpisanie Wielkiej Karty Swobód, pomnik Johna F. Kennedy’ego, pomnik lotników, którzy zginęli w czasie II wojny światowej).

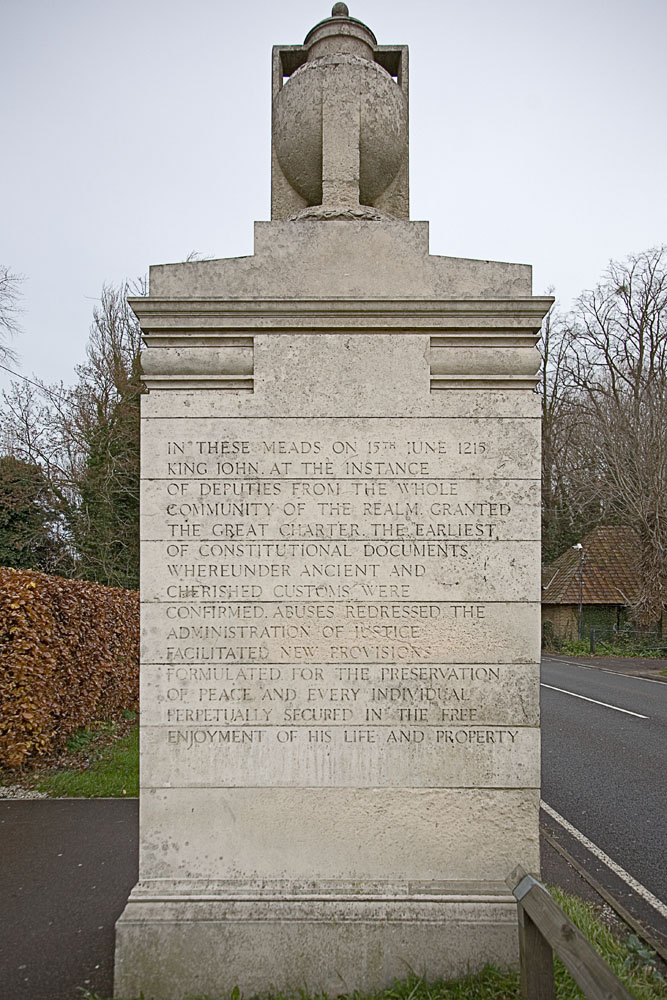
Pomnik upamiętniający podpisanie Wielkiej Karty Swobód
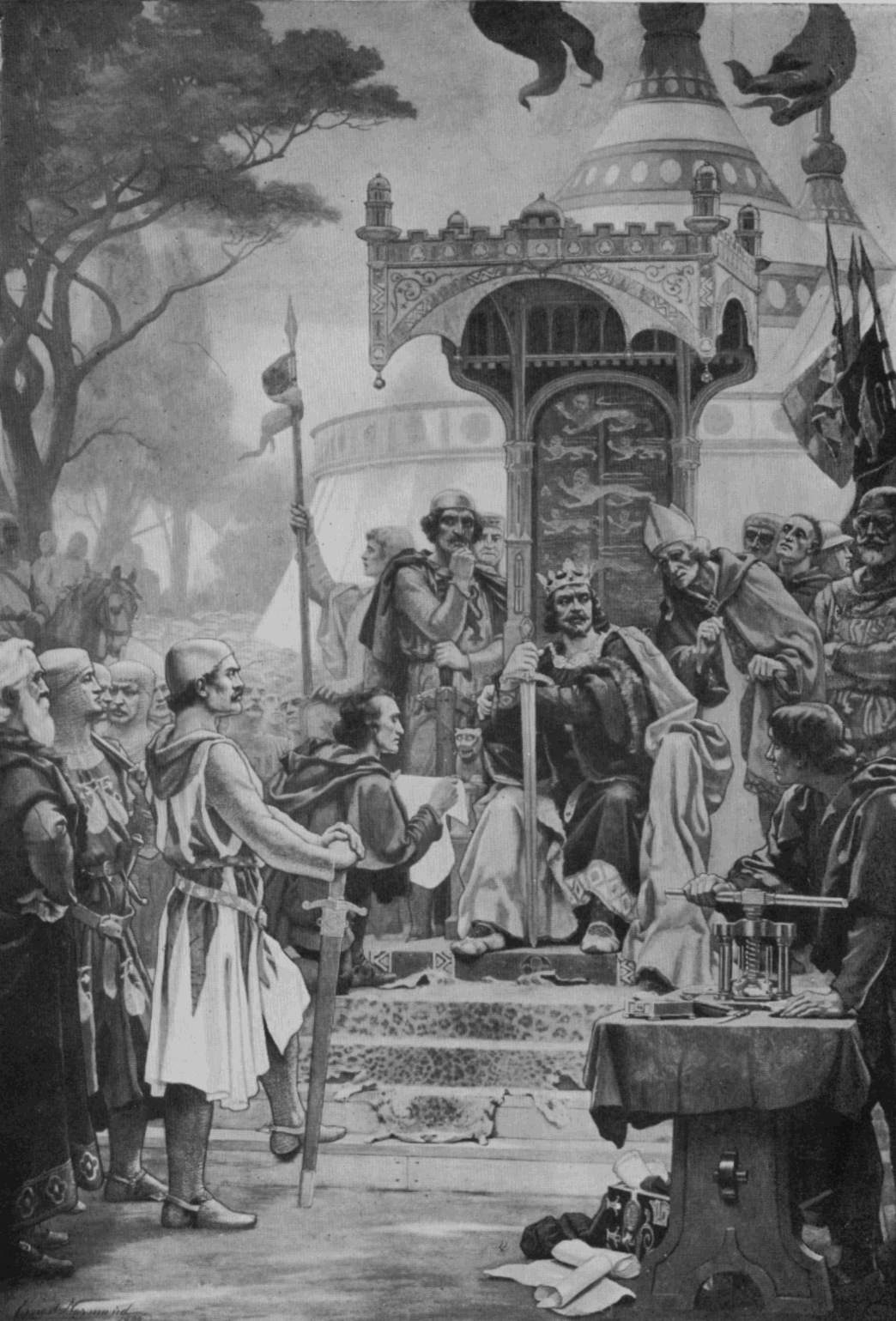
Ernest Normand, Podpisanie Magna Charta